# 짠내투어
《짠내투어》는 tvN에서 방송되었던 여행 전문 예능 프로그램이다.

## 짠내투어 출연자
종영
- 박명수
- 문세윤 시즌1 종료로 인한 하차
- 허경환 시즌1 종료로 인한 하차

과거
- 여회현
- 김생민 연예계 퇴출
- 박나래
- 정준영 승리, 동영상 파문으로 인한 연예계 퇴출

## 더 짠내투어 출연자
현재 출연자
- 박명수 (2017년 11월 25일 ~ 2020년 8월 4일)[1]
- 규현 (2019년 6월 17일 ~ 2020년 8월 4일)
- 김준호 (2020년 2월 17일 ~ 2020년 8월 4일)
- 소이현 (2020년 6월 30일 ~ 2020년 8월 4일)

이전 출연자
- 한혜진 (2019년 6월 17일 ~ 2020년 3월 16일)[2]
- 이용진 (2019년 6월 17일 ~ 2020년 3월 16일)[3]

## 변경/결방

### 2019년
- 5월 18일 : 특선 영화 마녀 편성으로 인해 밤 9시로 변경
- 12월 30일 : 드라마 사랑의 불시착 재방 편성으로 인해 결방

### 2020년
- 3월 23일 ~ 6월 22일 : 코로나19 문제로 잠정 폐지